# Ferrocarril de Patillos
El Ferrocarril de Patillos, también conocido como Ferrocarril de Patillos a Lagunas, era una línea ferroviaria chilena existente en el Desierto de Atacama, en la actual Región de Tarapacá.

## Historia
El ferrocarril comenzó a ser construido en febrero de 1872 por la Compañía Esperanza de Lagunas, a través de un contrato celebrado con los hermanos Montero, quienes poseían un privilegio para construir ferrocarriles en la provincia peruana de Tarapacá mediante un decreto del gobierno de dicho país emitido el 26 de octubre de 1871. En la construcción de la obra colaboró el ingeniero danés Holger Birkedal. Los propietarios originales del ferrocarril habían ordenado la fabricación de locomotoras a Vulcan Foundry de tipo 0-4-4-0T Fairlie.
La línea férrea alcanzó a tener una extensión de 93 km, faltando solo 20 km para llegar a la oficina salitrera Esperanza de Lagunas. En 1875 el gobierno peruano estableció una ley que permitía la compra por parte de este de oficinas salitreras, lo que generó que el 10 de agosto de 1876 se firmó un contrato entre la Compañía Esperanza y el gobierno de Perú para la venta de todas sus propiedades, incluido el Ferrocarril de Patillos, en 900 000 soles de la época. Los hermanos Montero se opusieron a la venta, y luego de la Guerra del Pacífico —en la cual el Estado chileno tomó el control del ferrocarril— dichos hermanos interpusieron un recurso en contra de las autoridades chilenas, asumiendo ser los legítimos propietarios de la línea a Patillos. Dichas situaciones judiciales fueron falladas a favor del Estado chileno, quedando como único propietario.
Hasta 1878 el ferrocarril estuvo administrado por Roberto Harvey, por cuenta de la Compañía Esperanza, quien ese año la entregó a los hermanos Montero. El año anterior parte de las obras del ferrocarril fueron afectadas por el maremoto que asoló las costas de Tarapacá.
El 9 de diciembre de 1882 fue constituida la empresa «Patillos Railway Co. Ltd.», que tenía entre sus principales accionistas a John Thomas North, quien posteriormente se convertiría en el principal controlador de los ferrocarriles en la provincia de Tarapacá.
El Ferrocarril de Patillos fue abandonado definitivamente en 1916, mientras que las vías fueron levantadas entre 1934 y 1936. El decreto del 25 de febrero de 1936 celebró un contrato entre el Instituto de Fomento Minero e Industrial de Tarapacá y el Ministerio de Fomento para entregar las vías y otros materiales de la línea de Patillos para construir una nueva línea entre Huara y Chusmiza, la cual nunca se construyó y en 1941 todos los materiales fueron devueltos para su posterior venta.

## Material rodante
Las locomotoras a vapor que formaron parte del ferrocarril fueron:
| N.º | Nombre   | Fabricante     | Año de construcción | Imagen | Notas |
| --- | -------- | -------------- | ------------------- | ------ | ----- |
| 1   | Patillos | Vulcan Foundry | 1872                |        |       |
| 2   | Lagunas  | Vulcan Foundry | 1872                |        |       |
| 3   | El León  | Rogers         | 1873                |        |       |
| 4   | El Toro  | Rogers         | 1873                |        |       |
| 5   | Iquique  | Vulcan Foundry | 1873                |        |       |
| 6   | Tarapacá | Vulcan Foundry | 1873                |        |       |